# Murdannia simplex
Murdannia simplex är en himmelsblomsväxtart som först beskrevs av Vahl, och fick sitt nu gällande namn av John Patrick Micklethwait Brenan. Murdannia simplex ingår i släktet Murdannia och familjen himmelsblomsväxter. Inga underarter finns listade.

## Bildgalleri

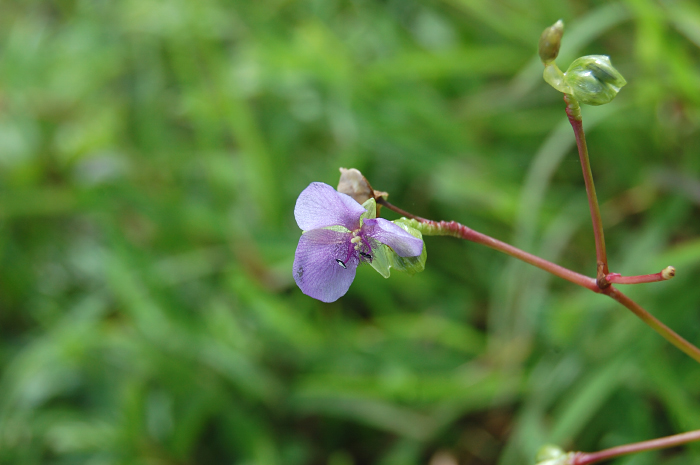